# Zewde Hailemariam
Zewde Hailemariam (* 22. September 1962) ist eine ehemalige äthiopische Leichtathletin, die sich auf den Mittelstreckenlauf spezialisiert hat und zu Beginn ihrer Karriere auch im Sprint und Hürdenlauf an den Start ging. 1992 wurde sie in Belle Vue Maurel die erste und bislang einzige Afrikameisterin im 800-Meter-Lauf. Zudem ist sie aktuell Inhaberin des Landesrekordes über 400 m Hürden.

## Sportliche Laufbahn
Erste Erfahrungen bei internationalen Meisterschaften sammelte Zewde Hailemariam vermutlich im Jahr 1987, als sie bei den Afrikaspielen in Nairobi in 57,60 s die Bronzemedaille im 400-Meter-Hürdenlauf hinter der Nigerianerin Maria Usifo und Rose Tata-Muya gewann und damit einen neuen Landesrekord aufstellte. Anschließend schied sie bei den Weltmeisterschaften in Rom mit 60,57 s in der ersten Runde über 400 m Hürden aus und kam über 400 Meter im Vorlauf nicht ins Ziel. Im Jahr darauf belegte sie bei den Afrikameisterschaften in Annaba in 54,42 s den siebten Platz im 400-Meter-Lauf und 1989 gewann sie bei den Afrikameisterschaften in Lagos in 59,51 s die Bronzemedaille über 400 m Hürden hinter der Nigerianerin Maria Usifo und Marie Womplou aus der Elfenbeinküste und sicherte sich im 800-Meter-Lauf in 2:08,2 min die Silbermedaille hinter der Algerierin Hassiba Boulmerka. Im Jahr darauf gewann sie bei den Afrikameisterschaften in Kairo in 2:15,14 min die Bronzemedaille über 800 Meter hinter der Mosambikanerin Maria de Lurdes Mutola und Edith Nakiyingi aus Uganda und 1991 sicherte sie sich bei den Afrikaspielen ebendort in 2:04,99 min die Silbermedaille hinter Maria Mutola aus Mosambik. Im Jahr darauf nahm sie über diese Distanz an den Olympischen Sommerspielen in Barcelona teil und schied dort mit 2:11,60 min in der ersten Runde aus. Zuvor siegte sie in 2:06,20 min bei den Afrikameisterschaften in Belle Vue Maurel und wurde damit die erste äthiopische Afrikameisterin über diese Distanz. Daraufhin trat sie nicht mehr international in Erscheinung.
In den Jahren 1989, 1992 und 1993 wurde Hailemariam äthiopische Meisterin im 800-Meter-Lauf sowie 1989 auch über 400 Meter.

## Persönliche Bestzeiten
- 400 Meter: ?
- 800 Meter: ?
- 400 m Hürden: 57,60 s, 8. August 1987 in Nairobi (äthiopischer Rekord)